# 思想自由

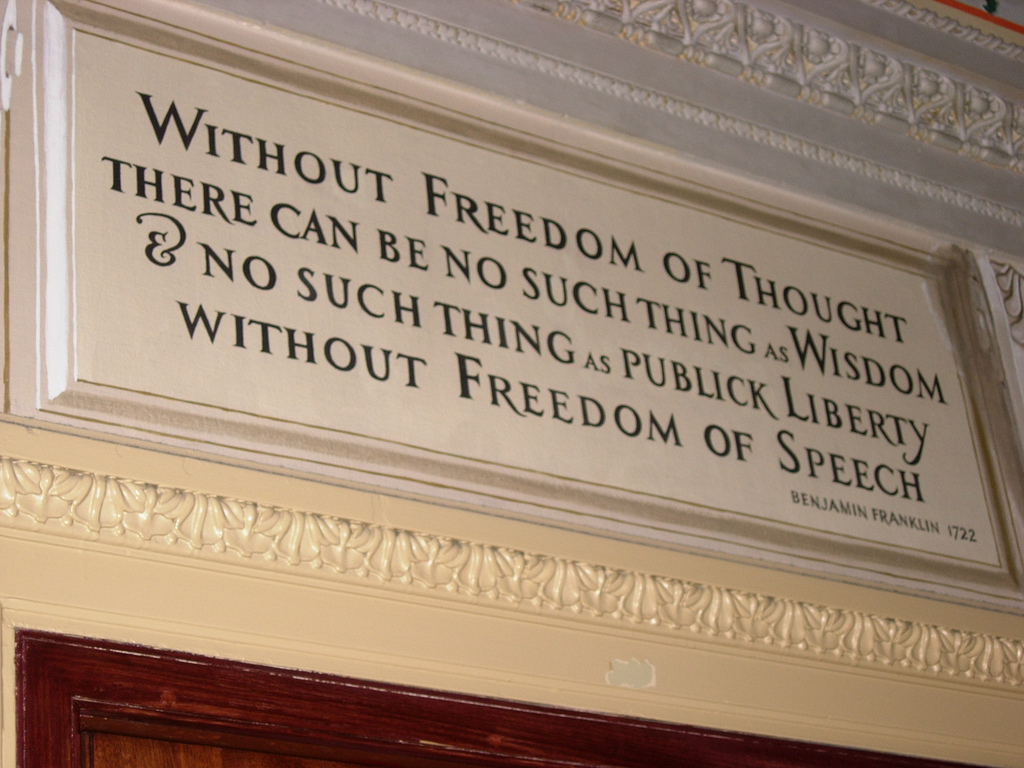
“沒有思想自由，就沒有這樣的智慧，也就沒有言論自由的公民權。” —— 本杰明·富兰克林，1722 年。

思想自由（英語：Freedom of Thought），亦稱為“良心自由”（Freedom of Conscience）或“理念自由”（Freedom of Idea），是個人擁有或思考獨立於他人之外的事實、觀點、思想之自由。

## 概述
每个人都试图通过发展知识、概念、理论并在特定环境中对其进行评估来达到认知能力。这种认知能力给人一种满足感，取代了无助感。除了给一个人的自我带来轻松之外，新的知识和想法也给未来带来了希望。
思想自由是其他自由的前身，因此与其他自由密切相关，包括信仰自由、言论自由和表达自由。尽管思想自由对许多其他自由来说是不言自明的，但它们并不是运作和存在所必需的。自由或权利的概念并不能通过哲学警告来保证其包含性、合法性或保护性。这在西方世界是一个非常重要的概念，几乎所有的民主宪法都保护这些自由。
《美国权利法案》在美国宪法第一修正案中包含了著名的保证，即不得制定干涉宗教“或禁止自由行使宗教”的法律。美国最高法院大法官本杰明·N·卡多佐在帕尔科诉康涅狄格州案（1937年）中推断：
思想自由……是矩阵，是几乎所有其他形式的自由不可或缺的条件。在我们的历史、政治和法律中，对这一真理的普遍认识是罕见的。
这些思想也是国际人权法的重要组成部分。对《公民权利及政治权利国际公约》成员国具有法律约束力的《世界人权宣言》第18条列出了“思想自由”：
每个人都有思想、良心和宗教自由的权利；这项权利包括改变其宗教或信仰的自由，以及单独或与他人共同、公开或私下在教学、实践、礼拜和遵守中表明其宗教或信念的自由。
联合国人权事务委员会指出，这“将思想、良心、宗教或信仰自由与表现宗教或信仰的自由区分开来。它不允许对思想和良心自由或拥有或信奉自己选择的宗教或信仰进行任何限制。这些自由受到无条件保护”。同样，《世界人权宣言》第19条保障“人人享有意见和言论自由的权利；这项权利包括在不受干涉的情况下发表意见的自由”。
《欧洲人权公约》第9条规定：“人人享有思想、良心和宗教自由的权利。”

## 发展和压制的历史
不可能确切地知道另一个人在想什么，这使得压制变得困难。这一概念在《圣经》中得到了发展，最充分的体现在塔须的扫罗的著作中（例如，“为什么我的自由要由别人的良心来评判？”哥林多前书10:29）。
尽管希腊哲学家柏拉图和苏格拉底对思想自由的讨论很少，但阿育王（公元前3世纪）的法令被称为第一个尊重良心自由的法令。在欧洲传统中，除了313年君士坦丁大帝在米兰颁布的宗教宽容法令外，哲学家狄米斯提厄斯、米歇尔·德·蒙田、巴鲁赫·斯宾诺莎、约翰·洛克、伏尔泰、亚历山大·维奈和约翰·斯图尔特·密尔以及神学家罗杰·威廉姆斯和撒母耳·卢瑟福都被认为是良心自由（或威廉姆斯所说的“灵魂自由”）思想的主要支持者。

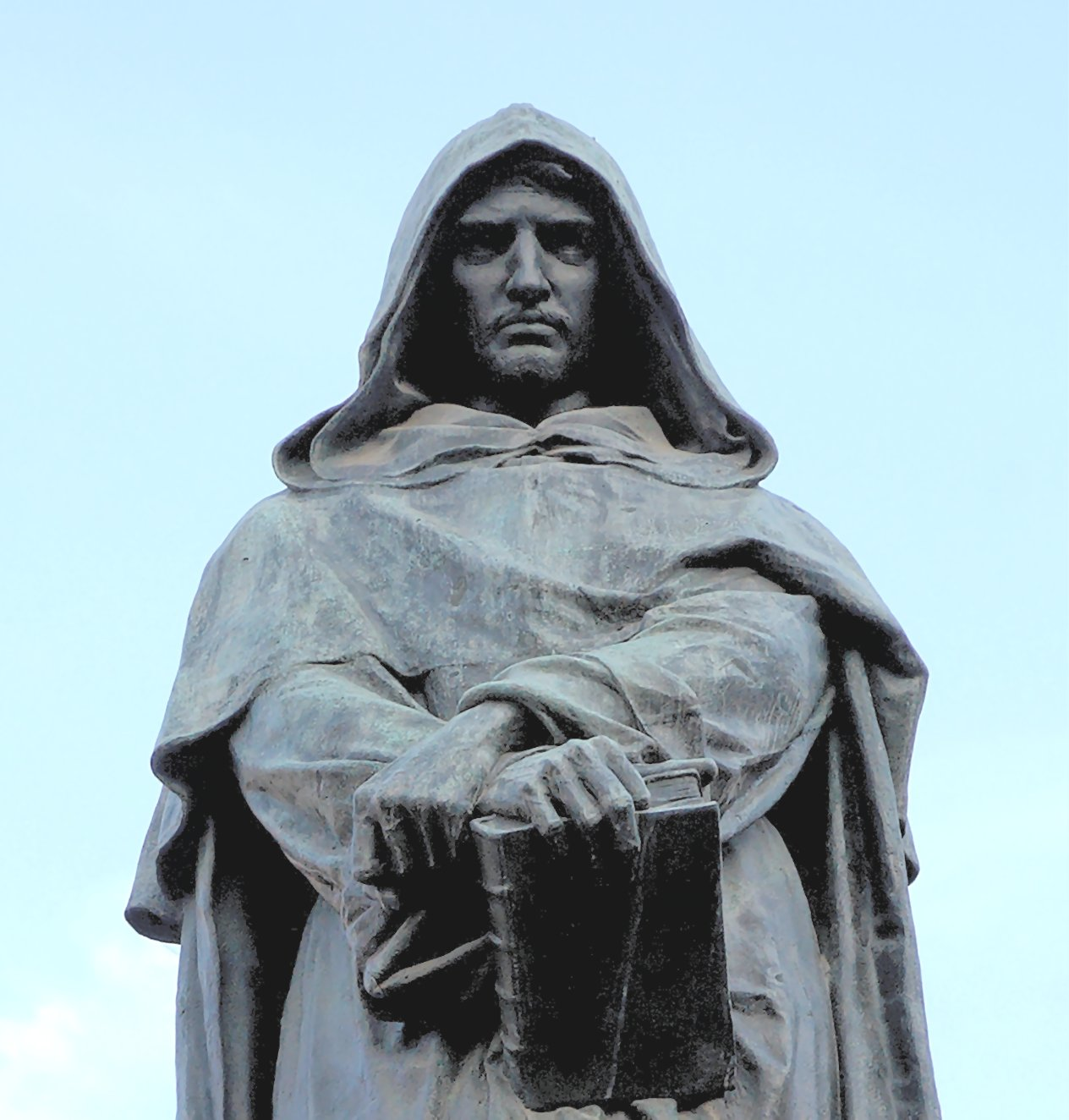
意大利哲学家焦尔达诺·布鲁诺的铜像，位于罗马鲜花广场

伊丽莎白一世在16世紀後期撤銷了思想審查法，據弗朗西斯·培根爵士說，她不希望滲透人類的靈魂和秘密思想。她在位期間，哲學家，數學家，占星家和天文學家焦爾達諾·布魯諾避難至英格蘭，在那裡他出版了許多關於無限宇宙和天主教會禁止的話題的書。離開安全的英國後，布魯諾最終因為拒絕放棄信仰他的想法而在羅馬被燒死。因此，有人認為他是自由思想的烈士。
约翰·伊格纳兹·冯·多林格（Ignaz von Döllinger）将奥利弗·克伦威尔（Oliver Cromwell）描述为“世界上第一个制定一项特殊宗教原则的伟人，并在他身上执行这一原则：...良心自由和否认宗教胁迫的原则”。
然而，言论自由可能会受到审查、逮捕、焚书或宣传的限制，这往往会阻碍思想自由。有效反对言论自由运动的例子包括苏联为了支持李森科主义理论而镇压遗传学研究，纳粹德国的焚书运动，波尔布特统治下的柬埔寨和阿道夫·希特勒统治下的纳粹德国推行的激进反智主义，中华人民共和国和古巴共产党政府或智利的奥古斯托·皮诺切特和西班牙的弗朗西斯科·佛朗哥等独裁政权对言论自由施加的严格限制。
语言相对论指出，思想可以嵌入语言中，这将支持这样一种说法，即限制语言词汇的使用实际上是限制思想自由的一种形式。乔治·奥威尔的小说《一九八四》探讨了这一点，并提出了新语的概念，新语是英语的一种精简形式，据称缺乏隐喻能力，限制了原始思想的表达。
最近，神经成像技术的发展引起了人们对实体能够阅读并随后抑制思维的担忧。尽管这个问题因心物问题而变得复杂，但这些问题形成了神经伦理学和神经隐私的新兴领域。

## 相關文獻
- . 维基文库 （中文）.
- 《思想自由史 （页面存档备份，存于）》，[英]J.B.Bury 著，宋桂煌 译，吉林人民出版社，1999年12月。
- 迪尔克·沃尔克茨祖恩·库恩赫特. .   [2017-05-30]. （原始内容存档于2020-11-01）.（英文）
- Richard Joseph Cooke. . 1913年.
- Eugene J. Cooper. . Irish Theological Quarterly. 1975-12.
- George Botterill; Peter Carruthers. . 劍橋大學出版社. 1999年: 3.
- The Hon. Sir John Laws, 'The Limitations of Human Rights', [1998] P. L. Summer, Sweet & Maxwell and Contributors, p260
- Voltaire (1954). "Liberté de penser". Dictionnaire philosophique. Classiques Garnier (in French). Paris: Éditions Garnier. pp. 277–81.